# Horváth András (labdarúgó, 1980)
Horváth András (Szombathely, 1980. augusztus 6. –) magyar labdarúgó, edző, aki 2024-ben UEFA Elit Youth A diplomát szerzett. 

## Pályafutása
1995-ben kezdte a pályafutását a Szombathelyi Haladásban, első NB I-es pályára lépésekor 14 éves és 364 napos volt, amivel a zöld-fehér klub legfiatalabb játékosának vallhatja magát. Folyamatosan szerepelt az utánpótlás-válogatottakban, azoknak csapatkapitánya volt U14-től U21-ig. Folyamatosan lehetőséget kapott az egy évvel idősebb UP-korosztályos válogatottokban. 2000-ben egy súlyos sérülés miatt egy évet ki kellett hagynia. 2002-ben az FC Sopronhoz igazolt. Először csak kiegészítő ember volt, az áttörést a 2005-ös év hozta meg, amikor 12 gólt lőtt a bajnokságban és a csapatával megnyerte a Magyar Kupát. Ettől az idénytől kezdődően már nem a védelemben, hanem a középpályán számított rá Csank János.
2006-ban bemutatkozott a magyar labdarúgó-válogatottban, ahol az első gólját Ausztria ellen szerezte 2006. augusztus 16-án egy barátságos mérkőzésen. 2007 augusztusában, az FC Sopron csődje miatt, 150 ezer euróért a Serie C1-es (olasz harmadosztály) Gallipolihoz szerződött Dario Bonetti tanácsára, aki az edzője volt, amikor Sopronban játszott. 
2008-ban, az átigazolási időszak utolsó napján hároméves szerződést kötött a ZTE csapatával.2011-ben visszatért nevelőcsapatához, a Szombathelyi Haladáshoz. Egy évet követően, 2012-től 2015-ig a GYSEV-Sopron NB II-es együtteséhez szerződött. Profi pályafutását 35 évesen fejezte be, négy szezont még az osztrák ötödik ligás SV Draßmarkrt csapatában szerepelt. 2020-ban bajnok lett a Vas megyei II. osztályban a Táplán SE csapatával, majd a 2022-ben egy év megyei I. osztályú futballt fejezte be játékos-pályafutását.  

## Sikerei, díjai
- Magyarkupa-győztes: 2005
- Magyarkupa ezüstérmes: 2002, 2010
- Megyei II. osztály bajnoki cím: 2021
- Vármegyei I. osztály bajnoki cím (edzőként): 2024

## Statisztika

### Mérkőzései a válogatottban
| Magyarország | Magyarország        | Magyarország                    | Magyarország | Magyarország | Magyarország | Magyarország | Magyarország | Magyarország |
| #            | Dátum               | Helyszín                        | Hazai        | Eredmény     | Vendég       | Kiírás       | Gólok        | Esemény      |
| ------------ | ------------------- | ------------------------------- | ------------ | ------------ | ------------ | ------------ | ------------ | ------------ |
| 1.           | 2006. augusztus 16. | Linz, UPC-Arena                 | Ausztria     | 1 – 2        | Magyarország | barátságos   | 1            | 37' 80'      |
| 2.           | 2006. szeptember 2. | Budapest, Szusza Ferenc Stadion | Magyarország | 1 – 4        | Norvégia     | Eb-selejtező | -            | 60'          |
|              | Összesen            |                                 |              | 2            | mérkőzés     |              | 1            | gól          |

## Külső hivatkozások
- Profil a ZTE hivatalos honlapján (magyarul)
- Horváth András profilja az MLSZ honlapján (magyarul)
- Horváth András adatlapja a HLSZ.hu-n (magyarul)
- Profil a footballdatabase.eu-n (angolul)
- Horváth András adatlapja a national-football-teams.com-on (angolul)
- zte.hu profil (magyarul)
- Zalai Hírlap: A bombagólok mestere, 2008. szeptember 3.
- Ausztriának lőtt gólja